# 미나마타역
미나마타역(일본어: 水俣駅)은 일본 구마모토현 미나마타시에 있는 히사쓰 오렌지 철도 히사쓰 오렌지 철도선의 철도역이다.

## 역 구조
단선 승강장 1면 1선과 섬식 승강장 1면 2선 구조의 지상역이며 승강장은 과선교로 이어져 있다.
사실상 상대식 승강장 2면 2선으로 운용된다.

### 타는 곳
| 1 · 2 | ■ 히사쓰 오렌지 철도선 | (상행) 야쓰시로 방면 |
| 1 · 2 | ■ 히사쓰 오렌지 철도선 | (하행) 이즈미 방면   |
| 3     |                        | 사용되지 않음        |

## 역사
- 1926년 7월 21일: 영업 개시.
- 1955년: 역사 완공.
- 1987년 4월 1일 - 민영화에 따라 규슈 여객철도의 소속이 되었다.
- 2004년 3월 13일 - 규슈 신칸센이 개통함으로, 히사쓰 오렌지 철도로 소속이 이관되었다. 역 명칭을 히나구온센역으로 변경.
- 2015년 4월 29일: 역사 내장 갱신 공사 완공.

## 인접 정차역
| 히사쓰 오렌지 철도 ■ 히사쓰 오렌지 철도선 | 히사쓰 오렌지 철도 ■ 히사쓰 오렌지 철도선 | 히사쓰 오렌지 철도 ■ 히사쓰 오렌지 철도선 |
| ----------------------------------------- | ----------------------------------------- | ----------------------------------------- |
| 신미나마타 야쓰시로 방면                  | 보통                                      | 후쿠로 이즈미 방면                        |